# Wilhelm Reuter (Maler, 1768)

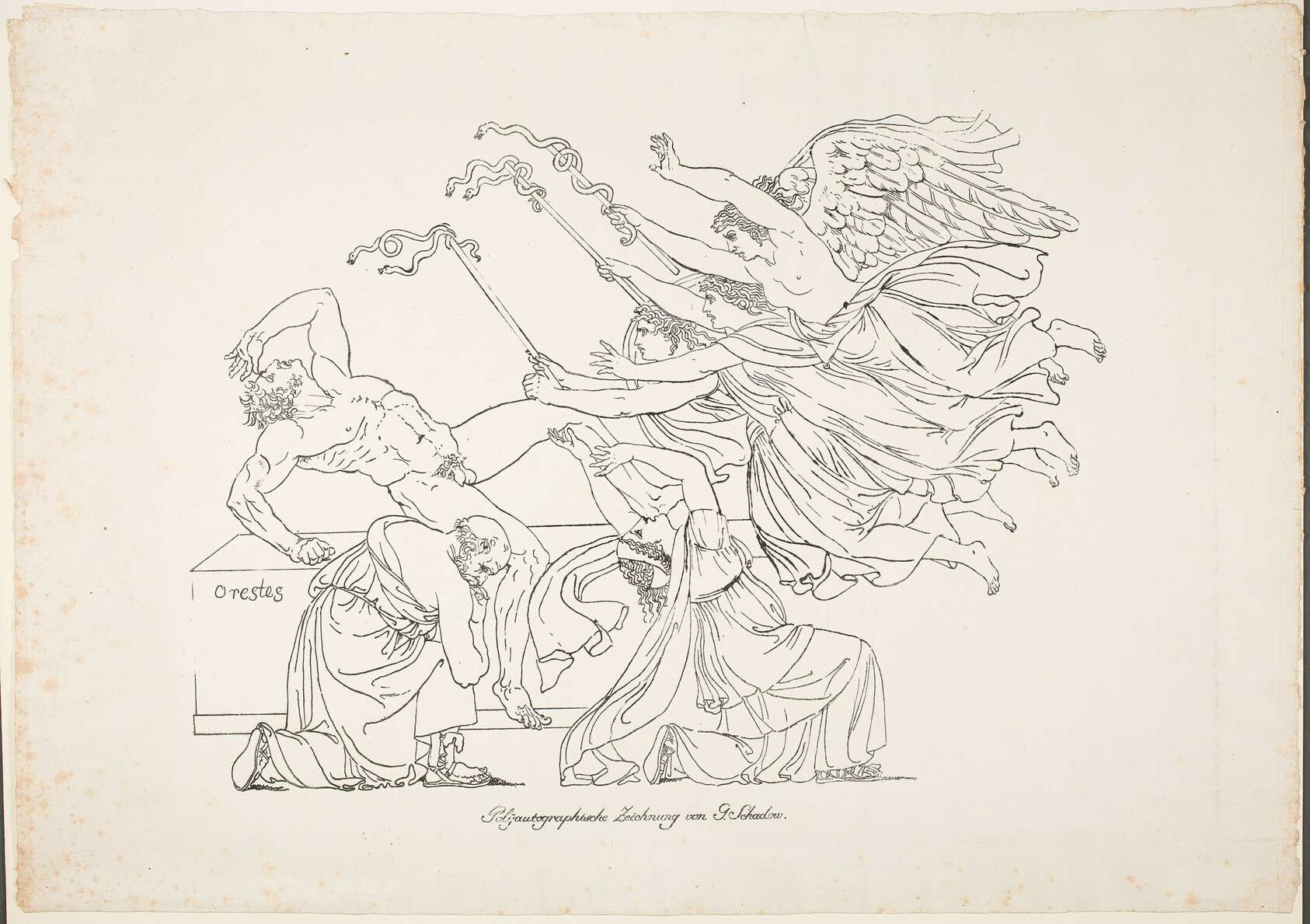
Bild Persecution of Orestes des Malers Johann Gottfried Schadow in Reuters Mappe Polyauthographische Zeichnungen

Wilhelm Reuter (* 17. Oktober 1768 in Hildesheim; † 14. Mai 1834 in Berlin) war ein deutscher Maler und Lithograf.

## Leben
Seine Eltern waren Maximilian Joachim Reuter (1731–1808) und dessen Ehefrau Marie Luise Steinhoff. Sein Vater war Weinhändler, ferner besaß er ein Gasthaus und ein Schauspielhaus in Hildesheim. Wilhelm Reuter studierte vermutlich von 1788 bis 1790 an der Akademie in Kopenhagen. Im Oktober 1790 setzte er dann seine Studium in Berlin fort. Reuter wurde 1798 Kammerdiener der Königin Luise von Preußen und königlich-preußischer Hofmaler. 1803 reiste er nach Paris, um für Luise bekannte Werke nachzumalen. Außerdem setzte er sein Studium der Lithographie fort. 1804 veröffentlichte er in Zusammenarbeit mit dem Künstler Johann Gottfried Schadow sein Mappenwerk Polyautographische Zeichnungen vorzüglicher Berliner Künstler, das verschiedene lithografische Drucke Berliner Künstler enthält.
Reuter heiratete 1799 Wilhelmone (Karolin) Lange (1769–1810). Das Paar hatte mehrere Kinder, darunter:
- Luise  ⚭ Ludwig Wilhelm Maximilian Reuter (1803–1881), Rektor des Gymnasiums in Aurich